# 唐惠侯
唐惠侯（?—?），中国春秋时期唐国的国君。前597年，跟随楚庄王参加邲之战。在击败荀林父、先縠率领的晋国中军之後，楚庄王派唐狡与蔡鸠居告知唐惠侯曰：“不穀（我）不德而贪，以遇大敌，不穀之罪也。然楚不克，君之羞也，敢藉君灵以济楚师。”派遣潘党率战车四十乘，跟随唐惠侯迎战晋国上军，晋国上军将士会在敖山设伏应敌，楚唐联军并没有取得很大的成功。